# Матч состоится в любую погоду
«Матч состоится в любую погоду» (латыш. Spēle notiks tik un tā) — советский художественный фильм в жанре детектива, поставленный режиссёром Роландом Калныньшем по повести Вацлава Фолпрехта «Смерть в штрафной площадке». Снят на Рижской киностудии в 1985 году по заказу Гостелерадио СССР.

## Сюжет
В Прагу на ответную игру прилетает футбольный клуб из Западной Германии. Во время тренировки основной игрок команды Франц Пихлер потерял сознание и скончался по дороге в больницу. Было установлено, что причиной смерти послужил яд, попавший в организм после укола отравленной иглой, прикреплённой к бутсе футболиста. Тренер команды в ультимативной форме заявил, что если накануне матча не будет найден виновный в убийстве, они будут вынуждены отказаться от игры.
Раскрытие преступления было поручено следственной группе под руководством капитана госбезопасности Иржи Паточки. Отбросив версию о неудавшемся шантаже, сыщики обнаружили связь между пропажей в институте автомобильной промышленности секретной документации и интересом к ней немецких промышленников. Отец жены Пихлера — владелец крупного автопредприятия — был заинтересован в тайной покупке украденных документов.
В гостинице, где жили футболисты, были обнаружены две группы промышленных шпионов, наблюдавших за Пихлером. После проведения оперативного задержания одного из подозреваемых был арестован работник института, выкравший документы и передавший их футболисту. Кассета с микрофильмом была украдена у Пихлера конкурентами, но никто из них не был заинтересован в его смерти.
Буквально в последний час перед матчем выяснилось, что убийство на совести вратаря команды, молодого и честолюбивого спортсмена, имевшего любовную связь с женой Пихлера и убившего соперника в надежде получить состояние после брака с бывшей любовницей.

## В ролях
- Андрейс Жагарс — Карел
- Альгис Матулёнис — Иржи Паточка
- Улдис Думпис — Фридрих Курц
- Янис Кубилис — полковник Гомола
- Гунтис Скрастиньш — Франц Пихлер
- Юрис Лиснерс — Ганс Эверд
- Хирманис Паукшс — Элер
- Инара Слуцка — Геленка
- Лига Лиепиня — Иржина Голикова
- Леонид Грабовскис — брат Голиковой
- Юрис Стренга — Джордж Витке
- Евгений Иванычев — медэксперт
- Астрида Гулбе — пани Новак

## Съёмочная группа
- Сценарист: Валерий Стародубцев
- Режиссёр-постановщик: Роланд Калныньш
- Оператор-постановщик: Гвидо Скулте
- Композитор: Юрис Карлсонс[латыш.]
- Художник: Гунарс Балодис